# Audoin
Audoin (de asemenea, Alduin sau Auduin), (n.  ? – d. 566 d.Hr.) a fost rege al longobarzilor între anii 546 și 560.
Sub domnia sa, longobarzii au devenit fœderati ai Imperiului Bizantin (541), semnând un tratat cu împăratul Iustinian I, care le-a acordat stăpânirea asupra Pannoniei. Începând din 551, Audoin a fost obligat să trimită trupe în serviciul generalului bizantin din Italia, Narses pentru a lupta împotriva ostrogoților, în cadrul Războiului gotic. Anul următor (552), el a trimis 5.000 de oameni alături de bizantini, înfrângându-i pe ostrogoți la poalele Vezuviului.
Audoin a murit în 563 sau 565 și a fost succedat de către fiul său, Alboin, cel care i-a adus pe longobarzi pentru a lua în stăpânire Italia.
Audoin a fost căsătorit cu Rodelinda, fiică a ostrogotei Amalaberga cu regele Hermanfrid al thuringienilor.